# Пожежі (фільм, 2010)
«Пожежі» (фр. Incendies) — канадсько-французька військова драма режисера і сценариста Дені Вільнева, випуску 2010 року. У головних ролях Любна Азабаль, Мелісса Дезормо-Пулен. Стрічка знята на основі п'єси Важді Моуавада.
Вперше фільм продемонстрували 4 вересня 2010 року у Канаді й Бельгії. В Україні у кінопрокаті фільм не демонструвався. Український переклад зробила студія Кіт на замовлення 1+1. На 1 березня 2024 року фільм займав 108-му позицію у списку 250 кращих фільмів за версією IMDb.

## Сюжет
Близнюки Жанна і Сімон Марвани, після смерті матері Наваль, отримують заповіт знайти своїх батька і брата, відвідавши їх на Близькому Сході.

## Творці фільму

### Знімальна група
Кінорежисер — Дені Вільнев, сценаристом був Дені Вільнев, кінопродюсерами — Люк Дері й Кім МакКров. Композитор: Ґреґуар Гетцель, кінооператор — Андре Терпін, кіномонтаж: Монік Dartonne. Підбір акторів — Констанс Демонтой, художник по костюмах — Софі Лефевр.

### У ролях
| Актор                 | Персонаж                       | Роль          |
| --------------------- | ------------------------------ | ------------- |
| Любна Азабаль         | Наваль Марван фр. Nawal Marwan | емігрантка    |
| Мелісса Дезормо-Пулен | Жанна Марван фр. Jeanne Marwan | донька Наваль |
| Максім Ґодетт         | Сімон Марван фр. Simon Marwan  | син Наваль    |
| Ремі Жирар            | Жан Лебель фр. Jean Lebel      | нотаріус      |
| Абдельґафор Елаазіз   | Абу Терек фр. Abou Tarek       | найманець     |
| Аллен Альтман         | Мадад фр. Maddad               | нотаріус      |

## Сприйняття

### Критика
Фільм отримав позитивні відгуки: Rotten Tomatoes дав оцінку 92 % на основі 118 відгуків від критиків (середня оцінка 7,9/10) і 88 % від глядачів зі середньою оцінкою 4,3/5 (15,729 голосів). Загалом на сайті фільми має позитивний рейтинг, фільму зарахований «стиглий помідор» від кінокритиків і «попкорн» від глядачів, Internet Movie Database — 8,2/10 (52 980 голосів), Metacritic — 82/100 (34 відгуки критиків) і 8,0/10 від глядачів (66 голосів). Загалом на цьому ресурсі від критиків і від глядачів фільм отримав позитивні відгуки.

### Касові збори
Під час показу у США, що розпочався 22 квітня 2011 року, протягом першого тижня фільм показали у 3 кінотеатрах і він зібрав 50,679 $, що на той час дозволило йому зайняти 46 місце серед усіх прем'єр. Показ фільму протривав 161 день (23 тижні) і завершився 29 вересня 2011 року. За час показу фільм зібрав у прокаті у США 2,071,334  доларів США (за іншими даними 6,857,096 $), а у решті світу 1,477,434 $ (за іншими даними 5,740,11 $), тобто загалом 3,548,768 $ (за іншими даними 12,597,210 $) при бюджеті 6,8 млн $.

### Нагороди і номінації[11]
| Рік  | Нагорода                                  | Категорія                        | Номінант                             | Результат |
| ---- | ----------------------------------------- | -------------------------------- | ------------------------------------ | --------- |
| 2010 | Національна рада кінокритиків США         | Найкращі п'ять іноземних фільмів | стрічка                              | Перемога  |
| 2011 | 83-тя церемонія вручення нагороди «Оскар» | Найкращий фільм іноземною мовою  | стрічка                              | Номінація |
| 2012 | 65-та Премія БАФТА у кіно                 | Найкращий неангломовний фільм    | Дені Вільнев, Люк Дері і Кім МакКров | Номінація |